# Nonnus bicolor
Nonnus bicolor är en stekelart som först beskrevs av Otto Schmiedeknecht 1908.  Nonnus bicolor ingår i släktet Nonnus och familjen brokparasitsteklar. Inga underarter finns listade i Catalogue of Life.